# Polska Ludowa (pismo PLAN)
„Polska Ludowa” – jedno z pierwszych pism konspiracyjnych wydanych w czasie okupacji niemieckiej (1939–1945), wydawane przez Polską Ludową Akcję Niepodległościową; wydano tylko jeden numer pisma. 
Pierwszy numer „Polski Ludowej” wydano 6 stycznia 1940 w nakładzie 1500 egzemplarzy. 
W skład redakcji wchodzili: 
- Jerzy Drewnowski
- Juliusz Dąbrowski
- Jan Strzelecki

W wydaniu drugiego, przygotowywanego już numeru, przeszkodziły aresztowania członków organizacji.